# Sintra
Sintra és un municipi portuguès del districte de Lisboa, regió de Lisboa i subregió de Gran Lisboa. L'any 1991 tenia 20.750 habitants en la seu municipal (vila de Sintra). Actualment en el municipi hi ha aproximadament 300.000 habitants. Ciutats al municipi de Sintra: Agualva-Cacem i Queluz.
Limita al nord com el municipi de Mafra, a l'est amb Loures, al sud-est amb Amadora, al sud amb Oeiras i Cascais i a l'oest amb l'oceà Atlàntic.
El 1995 la vila de Sintra i tot el seu patrimoni van ser declarats Patrimoni de la Humanitat per la UNESCO.

## Etimologia
Existeix encara tot un patrimoni literari que va convertir-se en una referència gairebé llegendària. Sintra, coneguda amb la seva forma medieval més antiga com a "Suntria" amb la significació en l'indoeuropeu d'“astre lluminós” o “sol”, i també anomenada per Varrão i Columela com a Mont Sagrat. Ptolemeu l'enregistrà com a "Serra da Lua" i el geògraf àrab Al-Bacr, al segle x, es va referir a aquesta ciutat com a «permanentment submergida en una bruma que no es dissipa».

## Patrimoni
- Castell dels Moros
- Palau Nacional da Pena
- Parc Nacional da Pena
- Palau Nacional de Sintra
- Edifici de l'ajuntament
- Palau da Regaleira o Quinta da Regaleira
- Palau de Seteais
- Palau de Monserrate
- Convento dos Capuchos
- Font da pipa

## Història
Sintra fou musulmana sota el nom de Shintara i va seguir els destins de Lisboa. Fou conquerida pels portuguesos sota el rei Alfons Henriques el 1147; després fou residència preferida dels reis de Portugal; al seu palau el rei Sebastià I de Portugal va decidir el 1578 l'expedició contra el Marroc que va culminar en la batalla dels tres reis en la que va morir. La moderna Sintra està dominada per les restes de l'antic castell musulmà (en portuguès Castelho dos Mouros) a 429 metres d'altura

## Ciutats agermanades
- Asilah, El Marroc (agost 2006)
- El Jadida, El Marroc
- Omura, Japó
- Trindade (São Tomé i Príncipe)
- Bissau, Guinea Bissau
- Lobito, Angola
- L'Havana, Cuba
- Vila Nova Sintra, Cap Verd
- Petròpolis, Brasil
- Namaacha, Moçambic
- Honolulu, EUA

Sintra
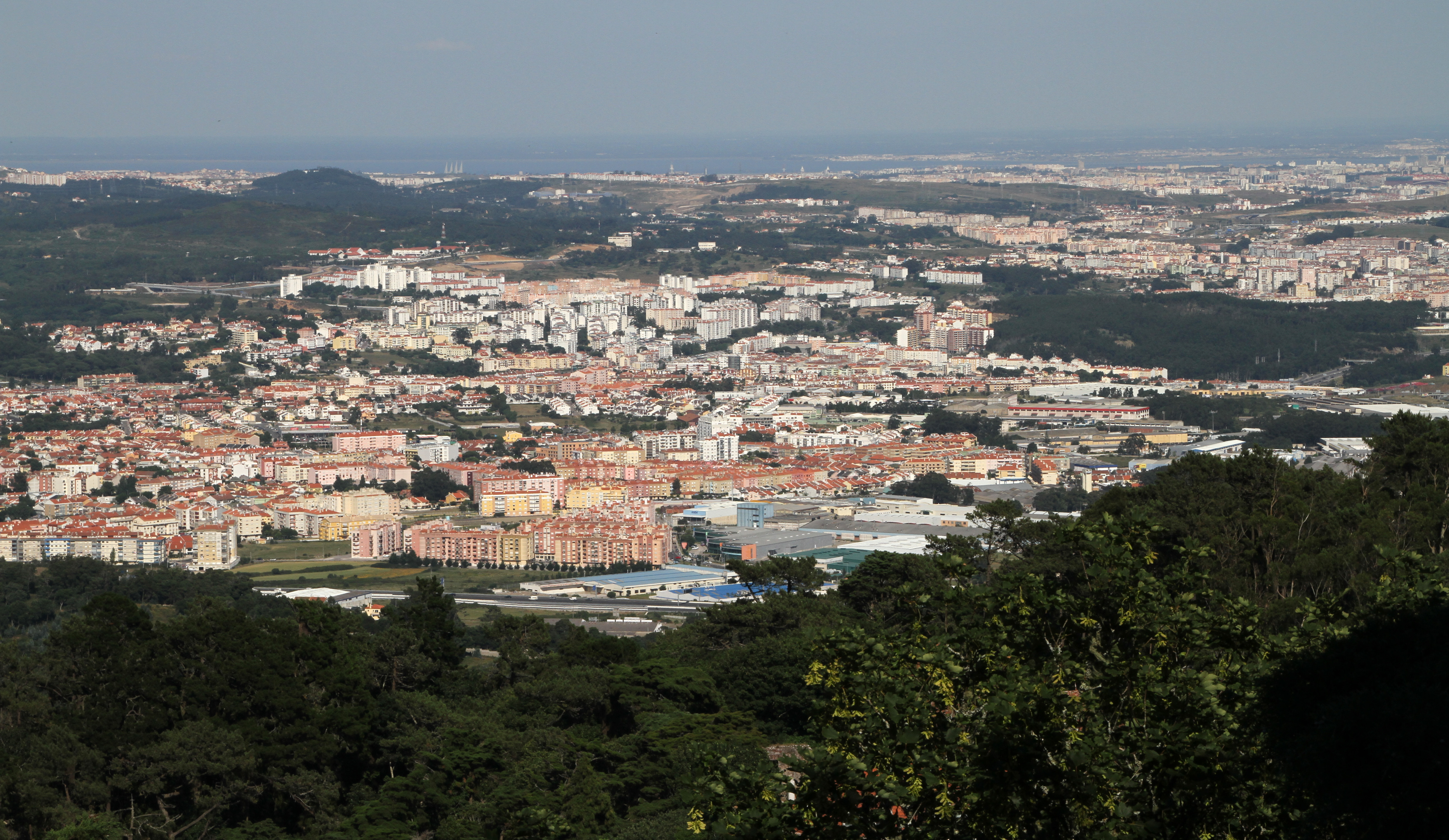
Sintra
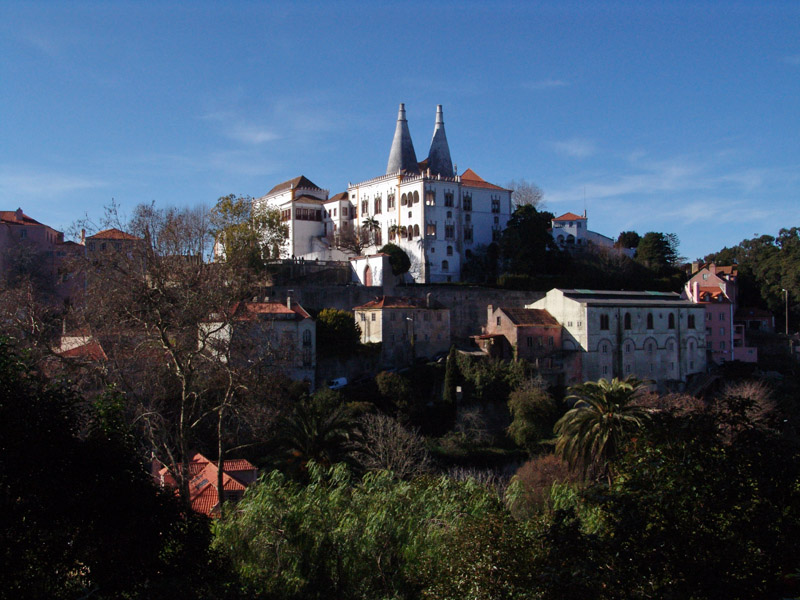
Palau Reial
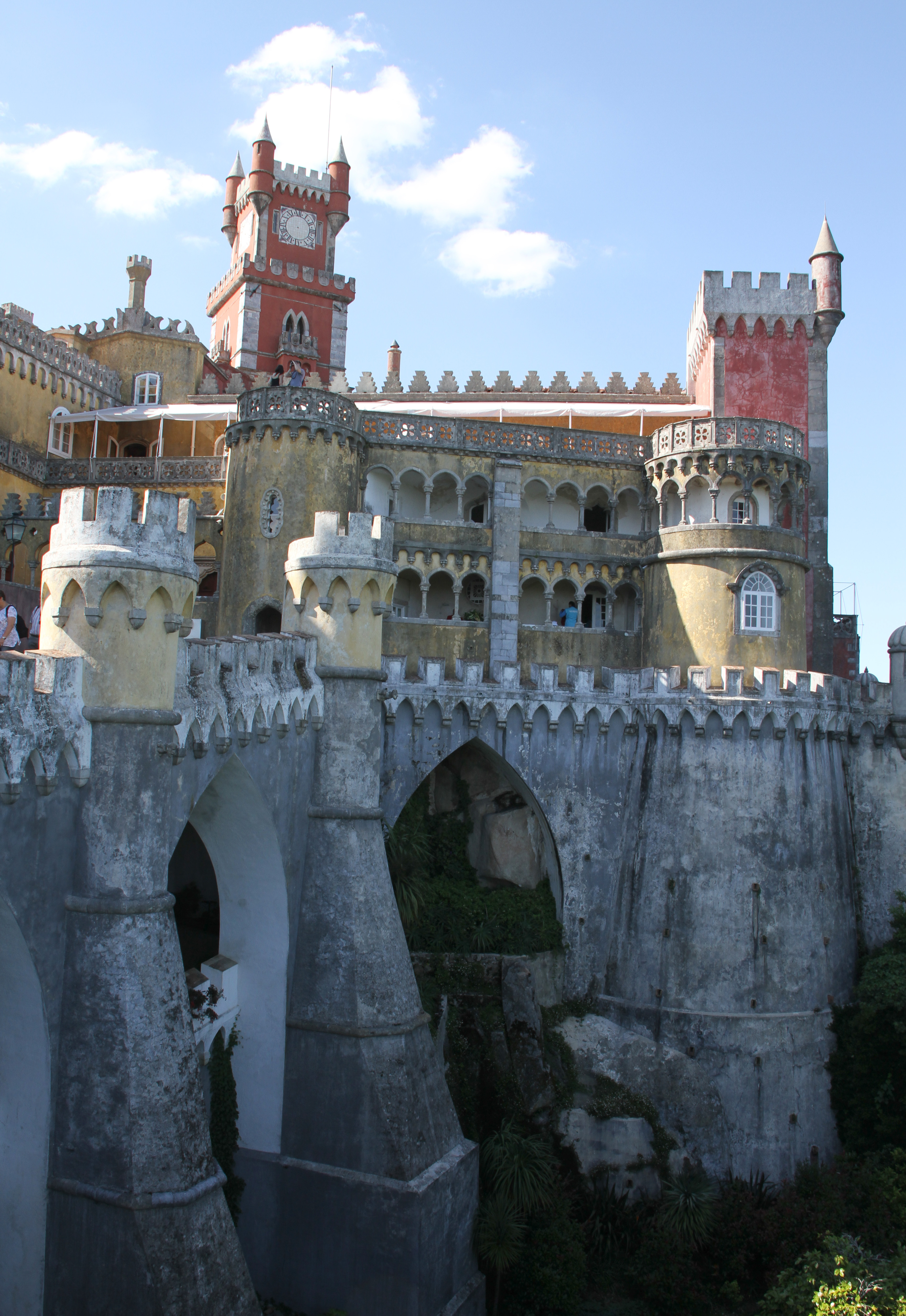
Palacio Nacional de Pena
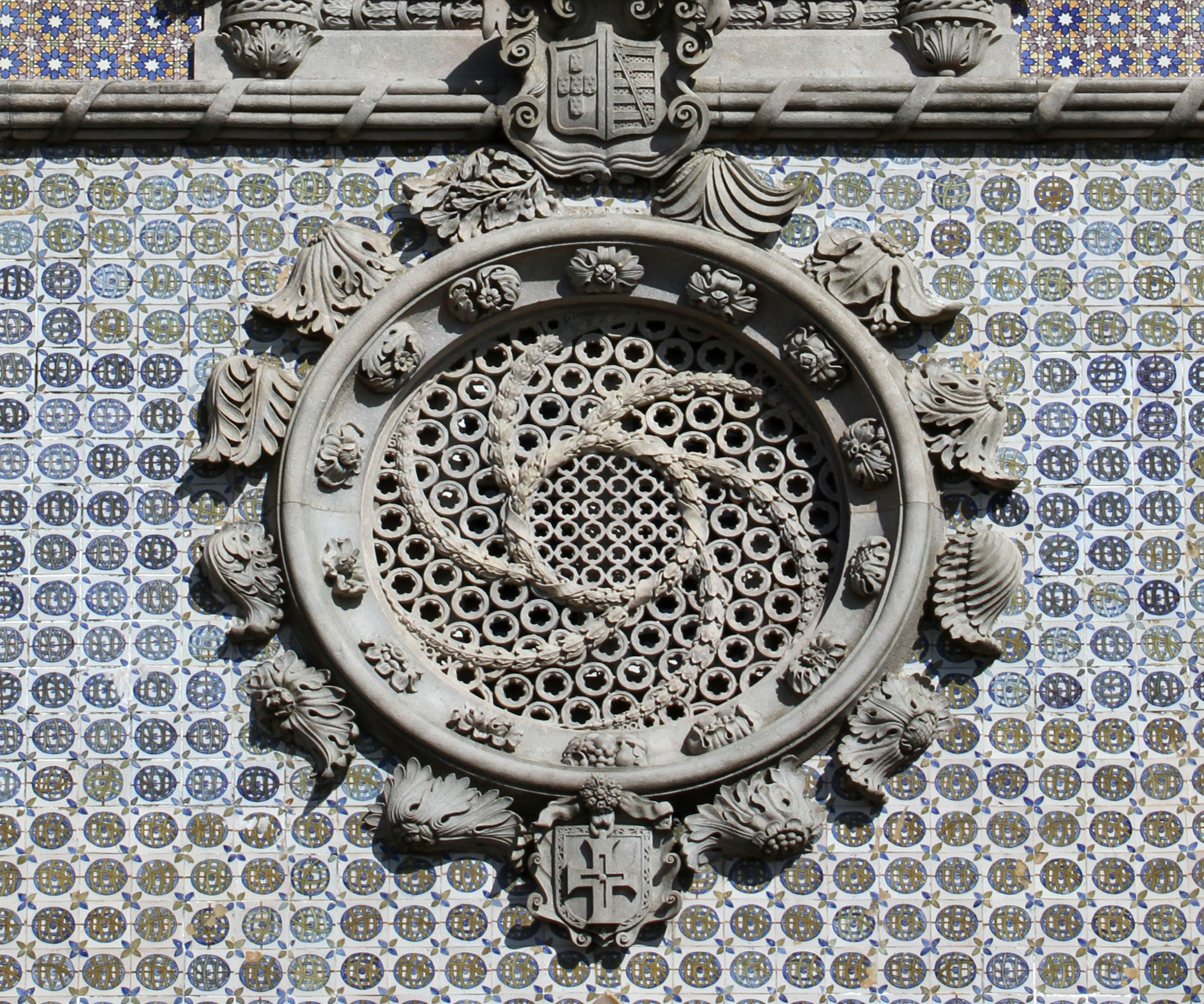
Palacio Nacional de Pena
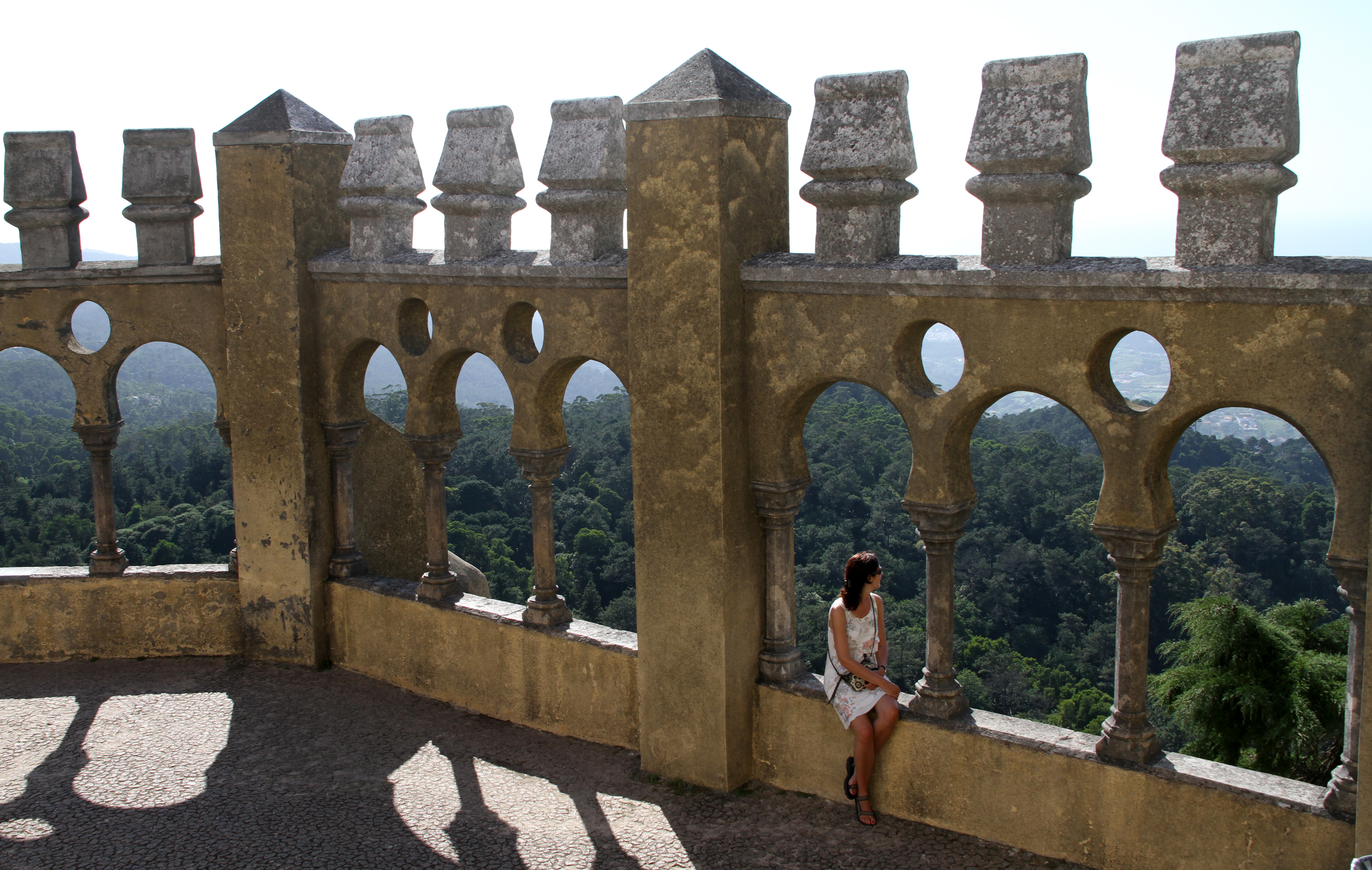
Palacio Nacional de Pena
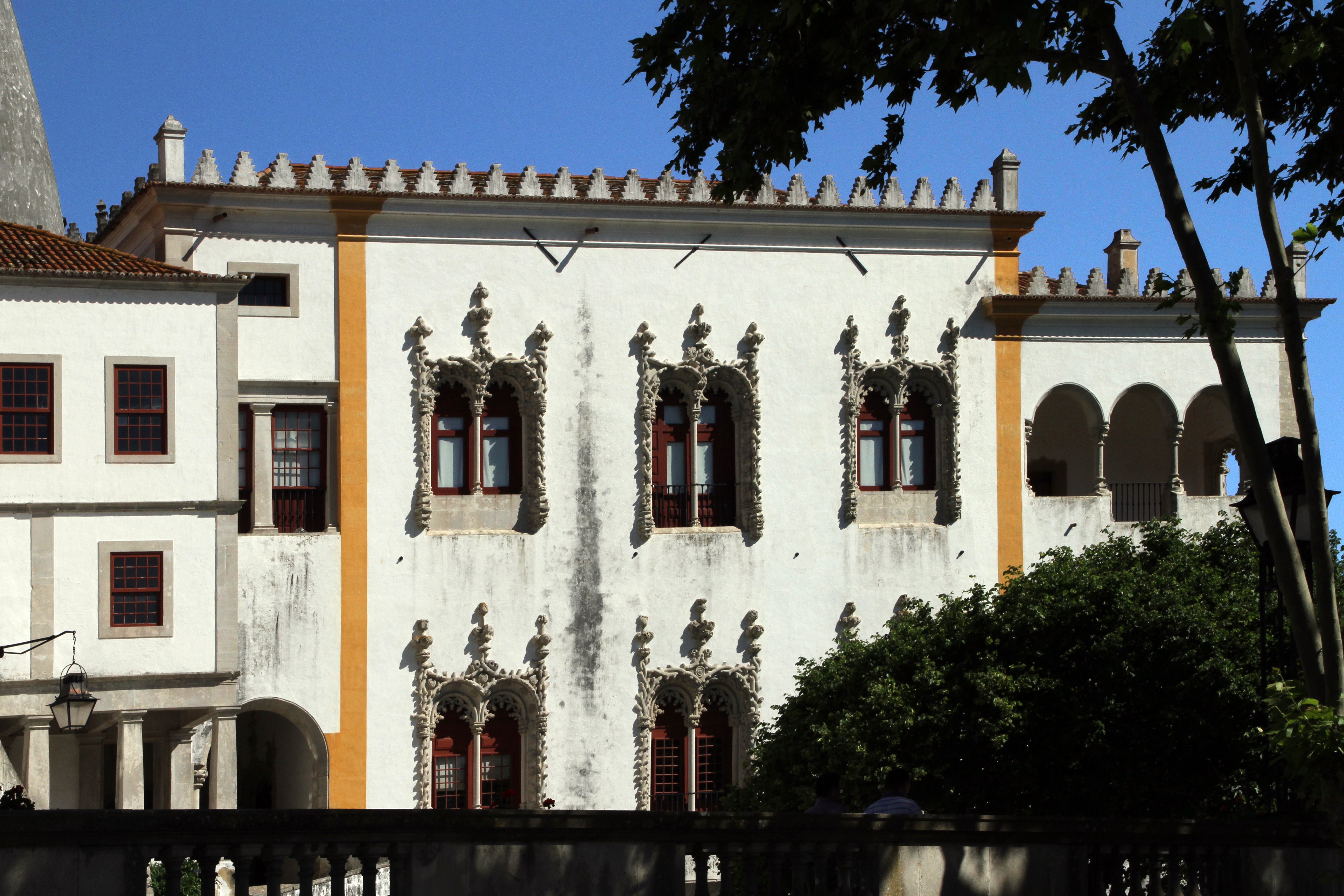
Palacio Nacional de Sintra
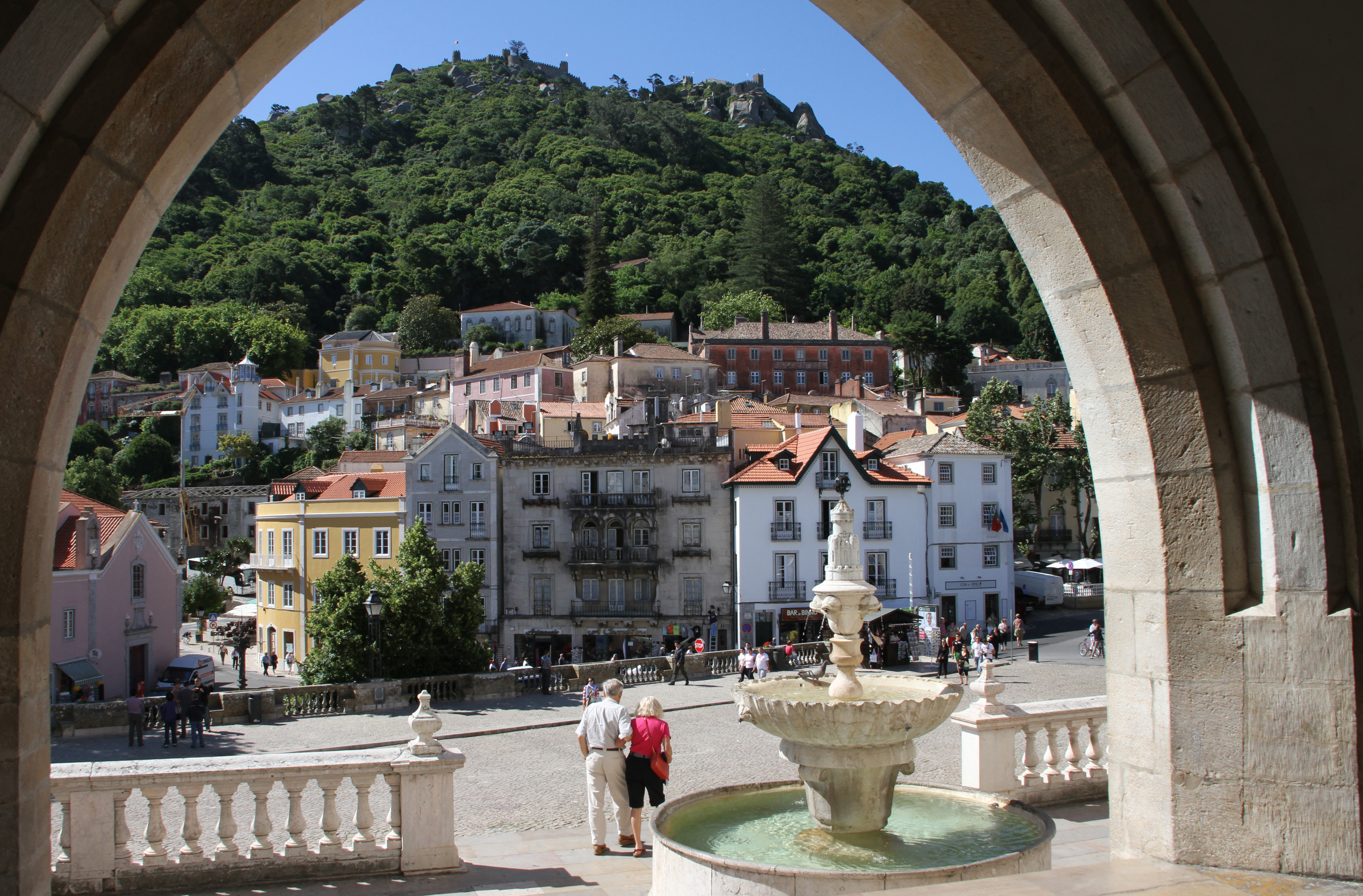
Palacio Nacional de Sintra
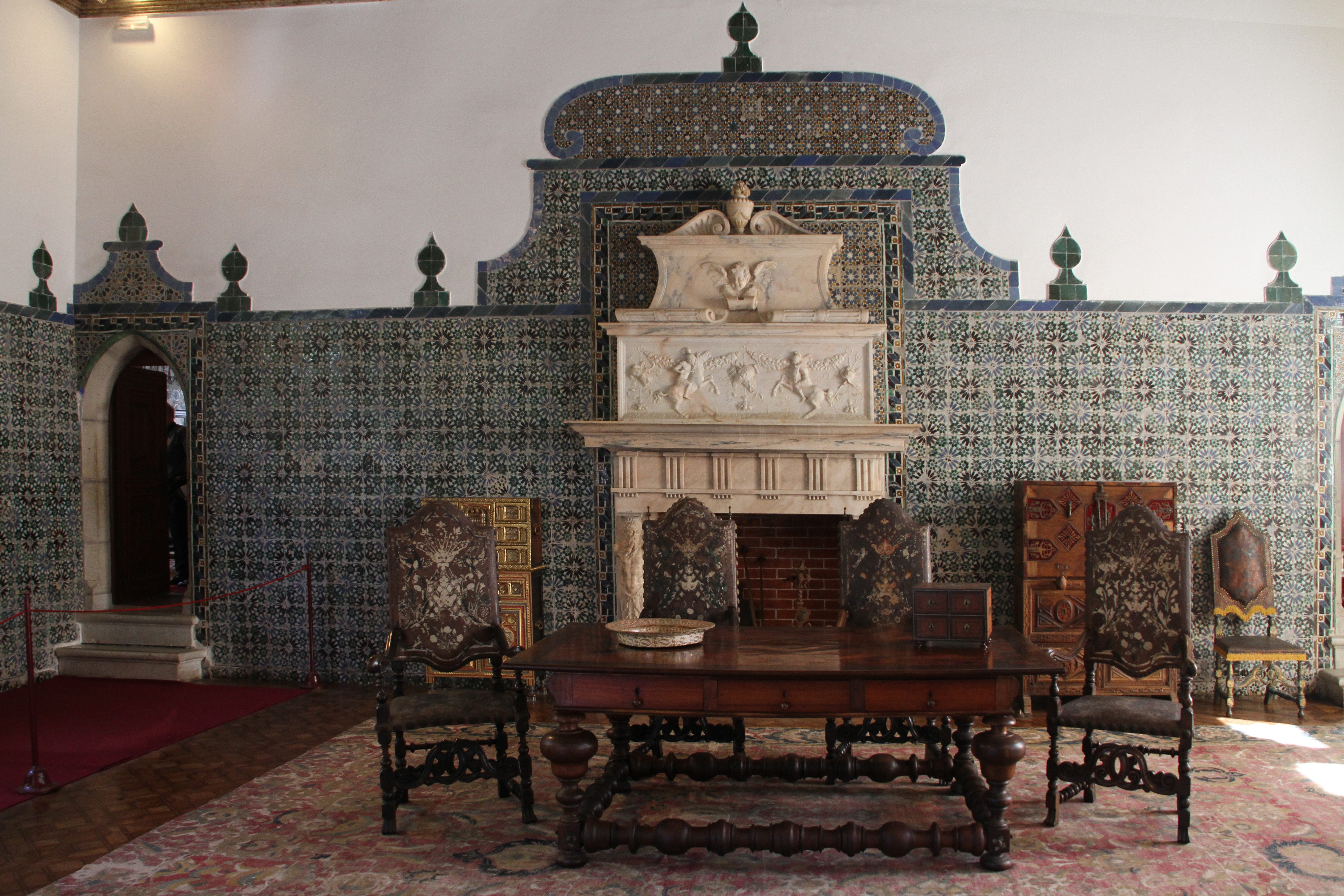
Palacio Nacional de Sintra